# Delphinidin
Delphinidin ist ein sekundärer Pflanzenstoff aus der Gruppe der Anthocyanidine und in glycosidisch gebundener Form der färbende Anteil von entsprechenden Anthocyanen mit roter bis purpurner Farbe.

## Vorkommen
Delphinidin kommt als Glycosid in den Blüten des Feldrittersporns (Delphinium consolida) vor und hat daher seinen Trivialnamen.
Es ist ein Baustein vieler Glycoside, die in zahlreichen Pflanzen vorkommen, beispielsweise in den Blüten von Hortensien (Hydrangea) und in der ersten blauen Rosenzüchtung „Blue Boy“.
Als Dimethylether (Malvidin) kommt es im Rotwein vor.

## Eigenschaften
Delphinidin ist ein purpurner Blütenfarbstoff der Anthocyangruppe. Der Farbstoff ist nicht giftig.
Er löst sich mit roter Farbe in Säuren, mit schwachen Basen scheidet sich Delphinidin mit purpurnem Farbton ab.
Hortensien bilden aus Delphinidin in Gegenwart von Aluminium- oder Eisensalzen Chelatkomplexe, die in einer blaue Färbung resultieren. Hierzu müssen diese Metallsalze dem Gartenboden durch entsprechende Dünger zugeführt werden.

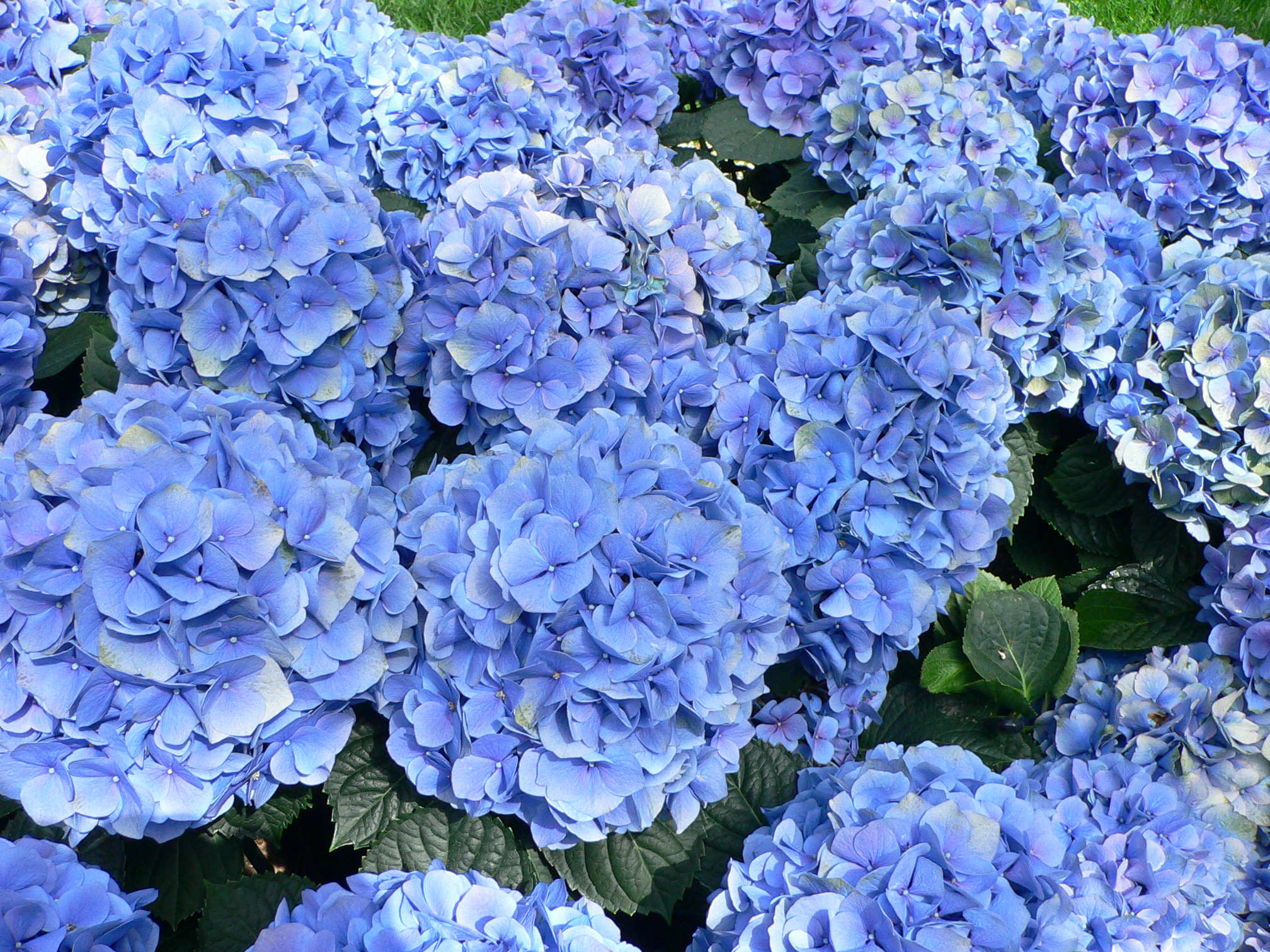
Blau blühende Gartenhortensie
Delphinidin-Eisen-Komplex